# Gießübel (Geisenfeld)
Gießübel ist ein Stadtteil von Geisenfeld im oberbayerischen Landkreis Pfaffenhofen an der Ilm. Die Einöde liegt circa drei Kilometer nordöstlich von Geisenfeld und ist über die Bundesstraße 300 zu erreichen.
Am 1. April 1971 wurde Gießübel als Ortsteil der bis dahin selbstständigen Gemeinde Schillwitzried in die Stadt Geisenfeld eingegliedert.